# Ешах (Німеччина)
Ешах (нім. Eschach) — громада в Німеччині, знаходиться в землі Баден-Вюртемберг. Підпорядковується адміністративному округу Штутгарт. Входить до складу району Східний Альб.
Площа — 20,27 км2. Населення становить 1784 ос. (станом на 31 грудня 2020).